# 佩朗油鯰
佩朗油鯰為輻鰭魚綱鯰形目長鬚鯰科的其中一種，分布於南美洲馬拉開波湖流域，體長可達60公分，棲息在河川底部，屬肉食性，以魚類為食，生活習性不明。